# Ешкалуш-де-Сіма
Ешкалуш-де-Сіма (порт. Escalos de Cima; МФА: [ʃ.ˈka.ɫuʒ dɨ ˈsi.mɐ]) — парафія в Португалії, у муніципалітеті Каштелу-Бранку. Розташована в східній частині країни, на теренах історичної португальської провінції Бейра. Входить до складу округу Каштелу-Бранку. За адміністративним поділом, чинним до 1976 року, терени парафії були складовою провінції Нижня Бейра. Належить до Порталегрівсько-Каштелу-Бранківської діоцезії Католицької церкви. Патрон — святий Петро. Площа — 15,4116 км². Населення — 938 ос. (2011). Слабо урбанізований регіон. Густота населення — 60,86 осіб/км²
. Код — 050208.

## Населення
| Кількість мешканців | Кількість мешканців | Кількість мешканців | Кількість мешканців | Кількість мешканців | Кількість мешканців | Кількість мешканців | Кількість мешканців | Кількість мешканців | Кількість мешканців | Кількість мешканців | Кількість мешканців | Кількість мешканців | Кількість мешканців | Кількість мешканців |
| ------------------- | ------------------- | ------------------- | ------------------- | ------------------- | ------------------- | ------------------- | ------------------- | ------------------- | ------------------- | ------------------- | ------------------- | ------------------- | ------------------- | ------------------- |
| 1864                | 1878                | 1890                | 1900                | 1911                | 1920                | 1930                | 1940                | 1950                | 1960                | 1970                | 1981                | 1991                | 2001                | 2011                |
| 588                 | 679                 | 728                 | 868                 | 971                 | 964                 | 1 054               | 1 212               | 1 338               | 1 346               | 1 196               | 1 211               | 1 189               | 1 110               | 938                 |